# Перува
Перува (д/н— поч. 1740-хроків до н. е.) — 2-й великий цар (руба'ум рабі'ум) Раннього хеттського царства. Ім'я походить від хеттського бога Пірви.

## Життєпис
Син великого царя хеттів Анітти. Згадується внаписах аккадських купців з Каніша як «начальник сходів» (рабі сіммільтім), тобто офіційний спадкоємець. З огляду на це висловлюється думка, що Перува брав участь в основних військових походах батька.
Після смерті Анітти близько 1750 року до н. е. доля Перуви практично невідомо. Додав до свого імені Каммаліджа. За різними версіями поділив володіння з братом або якимось іншим близьким родичем Тутхалією. Втім більш правдоподібною є версія, що Перуву було повалено Зуззу з міста держави Анкува (теперішне городище Алішар), який напевне був шваргом або іншим родичем по жіночій лінії Перуви. Це свідчить про внутрішню слабкість правлячої династії й самої держави хеттів у ранній період.